# دمیتریفکا (شهرستان ملئوزوفسکی، باشقیرستان)
دمیتریفکا (انگلیسی: Dmitriyevka, Nordovsky Selsoviet, Meleuzovsky District, Republic of Bashkortostan) یک شهرک در شهرستان ملئوزوفسکی استان باشقیرستان کشور روسیه است.